# 西德尼·尚伯格
西德尼·希勒爾·尚伯格（英語：Sydney Hillel Schanberg，1934年1月17日—2016年7月9日），美國記者，普利茲獎與兩次喬治·波克獎得主，知名於對紅色高棉暴行的報導。尚伯格在柬埔寨時與當地攝影記者狄·潘的經歷於1984年被改編成電影《殺戮戰場》，其由山姆·華特斯頓飾演，狄·潘則是吳漢潤。

## 早年生活與早期記者生涯
西德尼·尚伯格在1934年1月17日於美國麻薩諸塞州克林頓出生，為雜貨店老闆弗蕾達·費恩伯格（Freda Feinberg）和路易·尚伯格（Louis Schanberg）的兒子，同時也是一位猶太人。他中學時期就讀於克林頓高中（Clinton High School），之後在1955年取得哈佛大學政治學的文學士學位。獲得哈佛法學院錄取後，尚伯格決定參軍並在德克薩斯州的胡德堡進行基本軍事訓練。
1959年，尚伯格加入《紐約時報》，之後便以特派記者的身份在東南亞渡過70年代早期的大部分時間。他曾兩次獲得喬治·波克獎的優秀新聞獎，分別是1971年和1974年。在1971年，尚伯格在擔任新德里分社社長（1969-1973）時寫了關於發生在東巴基斯坦（現孟加拉）的巴基斯坦人種族滅絕的新聞。在73至75年則作東南亞地區的特派記者，他亦報導了越南戰爭。
越戰結束後，尚伯格在《紐約時報》上提到美國人的離開和越南隨後的政權更迭。同時在1975年4月13日於金邊寫下標題為《沒有美國人的印度支那：對大部分人來說有更好的明天》（Indochina without Americans: for most, a better life）一文，提到柬埔寨時，他表示：「美國人不走，難以想像他們（柬埔寨人）會有美好的生活」。
談到逗留在剛被紅色高棉佔領的柬埔寨的經歷時，尚伯格承認道：「我看到很多柬埔寨的朋友被趕出金邊，其中的大部分人我再也沒有見過。我們（外國駐地記者）感覺就像是背叛者一樣，受到保護且就救朋友一事做得不夠。我們感到羞愧，現在仍然抱持著一樣的情感，同時也強烈譴責那些瘋狂的紅色高棉游擊隊」。在取消城市後，尚伯格是少數留在金邊的美國記者之一，後來他和他的助手收到死亡威脅，令他們選擇進入法國大使館尋求政治庇護，兩週後，他們被外國派來的卡車撤離至泰國。

## 柬埔寨戰事後
1976年，尚伯格因其在柬埔寨的報導而獲得普立茲國際報導獎。官方的聲明指出表彰的原因是：「即使冒著生命危險，他仍在金邊陷落後堅守自己的崗位，對共產黨佔領柬埔寨一事作報導。他於1980年出版的書籍《狄·潘的生死》（The Death and Life of Dith Pran） 講述了其同事狄·潘在赤柬政權中為求生存而奮鬥的故事，該作之後在1984年被英國導演罗兰·约菲改編成電影《殺戮戰場》，並由山姆·華特斯頓飾演尚伯格。
尚伯格曾在1977年至1980年間擔任《紐約時報》的城市編輯，一年後則轉任在社論版裡專門負責紐約都會區的專欄作家。在獲得普立茲獎後，尚伯格被認為是接替A·M·羅森塔爾成為該報總編輯的最有力人選，但他們的關係很快因為前者對當地報導的創新方法，以及就紐約房產業越趨尖銳的批評而產生變數。1985年9月，他的專欄在羅森塔爾批評其對西區高速的報導後遭到撤消。之後尚伯格亦拒絕擔任《紐約時報雜誌》的特約編輯，選擇離開該家報商。
1986年至1955年，尚伯格在《紐約每日報》任職副主編和專欄作家。他在此期間報導了美國戰俘與任務失蹤人士聽證會的聆訊，同時專注追蹤越南戰俘與任務中失蹤的問題，並刊登在《閣樓》、《村聲》和《國家雜誌》上。1992年，他獲得了伊利亞·帕里什·洛弗喬伊獎和科尔比学院的榮譽法學博士。之後尚伯格於2001年就任紐約州立大學新普內茲學院的老詹姆斯·H·奧塔威（James H. Ottaway Sr.）客席新聞學教授，並因此在該學院的所在地新帕爾茨定居。
在2006年，尚伯格辭去自2002年開始擔任的《村聲》特約撰稿人與專欄作家的職位，以示對新出版商New Times Media的抗議。2010年7月1日，他在《美國保守派》上撰文，講述自己為被北越俘虜的數百名戰俘作出的努力。2016年7月9日，尚伯格因心臟病於紐約州波啟浦夕逝世，終年82歲。

## 書籍
- Schanberg, Sydney. . Penguin. 1980. ISBN 0-14-008457-6.
- Schanberg, Sydney. . London: Weidenfeld and Nicolson. 1984. ISBN 0297785370.
- Schanberg, Sydney. . Potomac Books. 2010. ISBN 978-1-59797-505-6.

## 外部連結
- 西德尼·尚伯格在互联网电影资料库（IMDb）上的資料（英文）
- PBS report on Cambodia with interview （页面存档备份，存于）, pbs.org, June 1997.
- McCain and the POW Cover-up, The Nation Institute, September 18, 2008.
- Scott Horton Interviews Sydney Schanberg, antiwar.com, September 29, 2008.